# Ilu Ros
Ilu Ros (Mula, 1985) es una dibujante e ilustradora española. Además de diversos reconocimientos por su labor artística, en 2021, y gracias a su segundo libro Cosas nuestras fue galardonada con el premio Murciana del Año por el periódico La Verdad.

## Trayectoria
Licenciada en Bellas Artes y en Comunicación Audiovisual por la Universidad de Granada, Ros ha expuesto su obra gráfica en diversas galerías y, desde 2018, sus obras ilustradas de no ficción han tenido gran difusión. Residió en Londres entre 2011 y 2020 donde creó y publicó sus primeras obras. Es autora de obras ilustradas de no ficción, y ha expuesto en la Galería Miscelánea de Barcelona. Su obra ha sido acogida con mucho interés tanto en el mercado editorial como por numerosas instituciones culturales, clubes de lectura y actividades.
En su dibujo predomina el uso de acuarela, lápices, tinta o rotuladores, que para la autora son materiales que "permiten trabajar rápido y captar la espontaneidad del elemento dibujado". Su dibujo tiene tendencia al feísmo en los retratos, y se caracteriza por el uso de la acuarela. La temática de su obra tiene un componente feminista y de memoria histórica. Sobre su estilo se ha dicho que "su trazo que destila nostalgia. La del tiempo que ya no volverá y que en sus manos es completamente actual".
En 2018, Ros publicó su primer libro Hey Sky, I'm on My Way: A Book about Influential Women, una obra en inglés en la que realiza perfiles sobre obre mujeres de todas las esferas (activismo, artes, deportes, etc..) destacadas a lo largo de la historia. Un par de años después, ya en 2020, utiliza la vida de su abuela en Cosas nuestras como excusa para homenajear a todas las abuelas de España. Esta segunda obra fue seleccionada para representar la sección española de la Bienal de Ilustración de Bratislava 2021 y por la que Ros fue nombrada Murciana del Año por el diario La Verdad. En 2021, publica Federico, una biografía dibujada del poeta, prosista y dramaturgo Federico García Lorca; en 2022 realiza una adaptación ilustrada de Una trilogía rural  basada en los dramas teatrales de García Lorca, y en 2025 publica Una casa en La Ciudad, sobre sus vivencias en Londres. 

## Reconocimientos
Ros ha sido finalista del Poster Prize for Illustration, premio concedido por la Association of Illustrators y el London Transport Museum de Londres. Gracias a su segundo libro Cosas nuestras fue galardonada con el premio Murciana del Año por el periódico La Verdad. Posteriormente, fue seleccionada como artista regional invitada al Premio Mandarache de Jóvenes Lectores de Cartagena para la edición 2021-22.  En 2022 su libro Federico fue considerado Libro Murciano del año 2021 En 2023 su edición ilustrada de las obras de García Lorca Una trilogía rural (Bodas de sangre, Yerma y La casa de Bernarda Alba) obtuvo el Premio a Libro mejor editado en 2022 otorgado por el Ministerio de Cultura.

## Obra
- 2018 - Hey Sky, I'm on My Way: A Book about Influential Women. New York, LitRiot Press. ISBN 9780997694390.
- 2020 - Cosas nuestras. Lumen (Penguin Random House Grupo Editorial España). ISBN 9788426407276.
- 2021 - Federico. Lumen (Penguin Random House Grupo Editorial España) ISBN 978-84-264-0941-6.
- 2022 - Una trilogía rural (Bodas de sangre, Yerma y La casa de Bernarda Alba). Lumen (Penguin Random House Grupo Editorial España). ISBN 9788426455604. Es una edición ilustrada de las obras de García Lorca mencionadas en el título
- 2025 - Una casa en La ciudad - Lumen (Penguin Random House Grupo Editorial España) ISBN 9788426431349
- 2025 - Antonio Machado. Ligero de equipaje. Es un mapa literario que resumen a través de ilustraciones y obras seleccionadas el recorrido del poeta por Sevilla, Madrid, Soria, Baeza, Segovia, Rocafort, Barcelona y Collioure, promovido por el Ministerio de Cultura con motivo del 150 aniversario del nacimiento del autor.[13]